# Joe Vito
Joe Vito (* um 1931 in Chicago, Illinois als Joseph Vitaterna; † im Juni 2010 ebenda) war ein US-amerikanischer Jazz-Pianist, Akkordeonist und Orchesterleiter.
Joseph Vito begann bereits als Kind mit dem Klavierspiel und lernte später auch Klarinette. Nach seiner Graduierung 1947 an der Mt. Carmel High School leistete er seinen Militärdienst in der US-Marine im Koreakrieg ab. Danach studierte er Komposition an der DePaul University und arbeitete dann als Studiomusiker für den Radiosender CBS; daneben trat er in verschiedenen Clubs und Hotels der Stadt mit Jazzgruppen auf. Ab 1961 begann er freiberuflich als Pianist, Orchesterleiter und Dirigent zu arbeiten, u. a. für Künstler wie Frank Sinatra, Ella Fitzgerald oder Andy Williams. 1983 begann seine Zusammenarbeit mit dem Jazzviolinisten Johnny Frigo, die bis zu dessen Tod 2007 währte, und trat u. a. auf dem North Sea Jazz Festival in Holland und den Umbria Jazz Festivals in Perugia und Orvieto auf. Außerdem arbeitete er im Laufe seiner Karriere mit Doc Severinsen und trat mit verschiedenen klassischen Orchestern auf, so auch als Akkordeonist.